# Жак Рупнік
Жак Рупнік (фр. Jacques Rupnik; 21 листопада 1950, Прага) — французький і чеський політолог і публіцист, співробітник Центру Міжнародних Досліджень (CERI) Доктор історії університету Париж І — Сорбонна (1978). Радник президента Чехії Вацлава Гавела. Професора Інституту міжнародних відносин (IFRI, Париж), спеціаліст з Центральної Європи та Балкан.

## Біографія
Випускник Сорбонни і Гарварда.
1995—1996 роки — виконавчий директор Міжнародної комісії щодо Балкан від Фонду Карнегі.
1999—2000-й — член Незалежної Міжнародної комісії щодо Косова.
Протягом 1990—1992 років був радником Вацлава Гавела, працював із ним і по тому.
У 1992—2003-му — співредактор міжнародного журналу критичної думки Transeuropéennes.
З 2010-го — член ради гаазького Інституту історичної справедливості та примирення.
2008—2013 роки — член ради директорів Європейського партнерства заради демократії (Брюссель).
Автор книжок «Інша Європа» («The Other Europe»), «Історія Комуністичної партії Чехословаччини» («Histoire du Parti communiste tchecoslovaque: Des origines a la prise du pouvoir») та ін., а також численних наукових статей.